# Cantó de Marquise
El cantó de Marquise és un cantó francès del departament del Pas de Calais, situat al districte de Boulogne-sur-Mer. Té 21 municipis i el cap és Marquise.

## Municipis
- Ambleteuse
- Audembert
- Audinghen
- Audresselles
- Bazinghen
- Beuvrequen
- Ferques
- Hervelinghen
- Landrethun-le-Nord
- Leubringhen
- Leulinghen-Bernes
- Maninghen-Henne
- Marquise
- Offrethun
- Rety
- Rinxent
- Saint-Inglevert
- Tardinghen
- Wacquinghen
- Wierre-Effroy
- Wissant

## Història
| Data d'elecció                           | Identitat         | Partit           | Qualitat |
| ---------------------------------------- | ----------------- | ---------------- | -------- |
| 1945-1976                                | Louis Le Sénéchal | SFIO, després PS |          |
| 1976-1988                                | M. Carpentier     | PS               |          |
| 1988-                                    | Martial Herbert   | PS               |          |
| les dades anteriors no són pas conegudes |                   |                  |          |
|                                          |                   |                  |          |

## Demografia
| A partir de 1990: Població sense dobles comptes |